# 社会民主党 (丹麦)
社会民主党是丹麥的一个社會民主主義政黨。

## 歷史
该党的历史可以追溯至1871年成立的丹麦国际工人联盟，该组织于1873年被取缔。随后，松散地重组为社会民主工党，并在1876年发布《吉姆勒纲领》。1878年2月11日—12日，成立社会民主联盟，开始作为正式政党。该党正式使用“社会民主联盟”这个名称近100年（尽管实际上它也使用过其他一些名称），直到1965年改名为丹麦社会民主党。2002年，在奥尔堡召开的大会上，改名为“社会民主党”（Socialdemokraterne）。2016年，改名为“社会民主党”（Socialdemokratiet）。
1884年，该党首度進入丹麦议会，1924年，成為议会第一大黨，並維持了77年，其后多次長期執政。
2001年，該黨失去執政地位，成為最大反對黨。2011年，社会民主党所在的中間偏左政党联盟获得议会过半数席位，但社会民主党仍为议会第二大党。

### 執政
社民黨1924年成為议会第一大黨后曾經多次長期執政，但從未單獨贏得议会多數。
1993年—2001年，社民黨憑藉社会主义人民党與团结名单—红绿联盟支持維持議會多數。社民黨領導的聯合政府採取彈性安全制度，結合強大的北歐失業救助與鬆綁的勞動法，使雇主更容易解僱和再雇用，以便促進經濟增長與降低失業率。社會政策包含了重大的收入再分配，與維持龐大國家機器的核心公共服務如公共健保、教育與基礎建設。

### 在野：2001年—2011年
2001年大選，该党敗給丹麥自由黨。2005年4月12日，中間派的海勒·托寧-施密特擊敗偏左的弗兰克·延森成為新任领袖。然而之后兩次大選，社民黨兩度敗給自由黨。

### 2011年後
2011年大选，由社会民主党主导的中左翼政党联盟在选举中获得议会179个席位中的92席，超过半数。但社会民主党所获得的44席依旧未能超过自由党所获得的47席，联盟跟之前政府一樣只有微弱多數。社会民主党主席赫勒·托宁-施密特出任首相，成为丹麦历史上的首位女首相，至4年後輸掉大選為止。
梅特·弗雷德里克森隨即接任党主席，並於4年後帶領該黨重拾執政地位。
| 大選 | 得票      | %    | 席次     | +/–  | 執政     |
| ---- | --------- | ---- | -------- | ---- | -------- |
| 1990 | 1,221,121 | 37.4 | 69 / 179 | ▲ 14 | 反對黨   |
| 1994 | 1,150,048 | 34.6 | 62 / 179 | ▼ 7  | 執政聯盟 |
| 1998 | 1,223,620 | 35.9 | 63 / 179 | ▲ 1  | 執政聯盟 |
| 2001 | 1,003,023 | 29.1 | 52 / 179 | ▼ 11 | 反對黨   |
| 2005 | 867,350   | 25.8 | 47 / 179 | ▼ 5  | 反對黨   |
| 2007 | 881,037   | 25.5 | 45 / 179 | ▼ 2  | 反對黨   |
| 2011 | 879,615   | 24.8 | 44 / 179 | ▼ 1  | 執政聯盟 |
| 2015 | 925,288   | 26.3 | 47 / 179 | ▲ 3  | 反對黨   |
| 2019 | 915,363   | 25.9 | 48 / 179 | ▲ 1  | 執政黨   |
| 2022 | 971,995   | 27.5 | 50 / 179 | ▲ 2  | 執政聯盟 |